# Remi Adefarasin
Remi Adefarasin, B.S.C. (ur. 2 lutego 1948 w Londynie) – brytyjski operator filmowy. Uczył się na Harrow Art School. Zaczynał swoją karierę jako stażysta w programach telewizyjnych BBC. Za zdjęcia do obrazu Elizabeth został wyróżniony prestiżową nagrodą BAFTA oraz Złotą Żabą na Festiwalu Camerimage, a także otrzymał nominację do Nagrody Akademii.
Jest również autorem zdjęć do miniseriali Kompania Braci oraz Pacyfik, za które zdobył nominacje do nagród Emmy.

## Wybrana filmografia (zdjęcia)
- Angielski Pacjent (The English Patient, 1996)
- Przypadkowa dziewczyna (Sliding Doors, 1998)
- Elizabeth (1998)
- Kompania Braci (Band of Brothers, 2001)
- Był sobie chłopiec (About a Boy, 2002)
- Bezwarunkowa miłość (Unconditional Love, 2002)
- Johnny English (2003)
- Nawiedzony dwór (The Haunted Mansion, 2003)
- W doborowym towarzystwie (In Good Company, 2004)
- Wszystko gra (Match Point, 2005)
- Scoop – Gorący temat (Scoop, 2006)
- Głos wolności (Amazing Grace, 2006)
- Elizabeth: Złoty wiek (Golden Age, 2007)
- Pacyfik (The Pacific, 2010)
- Poznaj naszą rodzinkę (Little Fockers, 2010)